# 145 a. C.
El año 145 a. C. fue un año del calendario romano prejuliano. En el Imperio romano, fue conocido como el año 609 Ab Urbe condita.

## Acontecimientos
- Cónsul único de Hispania: Quinto Fabio Máximo Emiliano.[1]

## Fallecimientos
- Ptolomeo VI, rey de Egipto.